# Khalil Khennab
Khalil Khennab (en arabe : خليل خناب) est un footballeur algérien né le 17 avril 1989 à Batna. Il évolue au poste de défenseur central à la JSM Skikda.

## Biographie
Il évolue en première division algérienne avec les clubs du CA Batna et la JSM Skikda. Il dispute actuellement 31 matchs en inscrivant un seul but en Ligue 1.

## Palmarès
JSM Skikda
- Championnat d'Algérie D2 :
  - Vice-champion : 2019-20.